# Окулярник білогорлий
Окулярник білогорлий (Zosterops meeki) — вид горобцеподібних птахів родини окулярникових (Zosteropidae). Ендемік Папуа Нової Гвінеї. Вид названий на честь британського орнітолога і колекціонера Альберта Стюарта Міка.

## Опис
Довжина птаха становить 10,5 см. Обличчя чорне, верхня частина тіла оливково-зелена, надхвістя і верхні покривні пера хвоста оливково-жовті. Навколо очей характерні білі кільця. Нижня частина тіла і нижні покривні пера крил білуваті з коричнюватим відтінком. Живіт і гузка жовті. Дзьоб чорний, лапи сизі, очі карі.

## Поширення і екологія
Білогорлі окулярники є ендеміками острова Ванатінаї в архіпелазі Луїзіада. Вони живуть в тропічних рівнинних, гірських і мангрових лісах на висоті від 120 до 800 м над рівнем моря.

## Збереження
МСОП вважажає стан збереження цього виду близьким до загрозливого. Ареал птаха обмежений площею 279 км². За оцінками дослідників, популяція білогорлих окулярників становить близько 5000 птахів. Їм загрожує знищення природного середовища.